# حمدي دهماني
حمدي دهماني (بالألمانية: Hamdi Dahmani)‏ هو لاعب كرة قدم ألماني في مركز الوسط، ولد في 16 نوفمبر 1987 في كولونيا في ألمانيا. لعب مع فورتونا كولن ونادي فيكتوريا كولن.

## وصلات خارجية
- حمدي دهماني على موقع قاعدة بيانات كرة القدم.إي يو (الإنجليزية)
- حمدي دهماني على موقع Soccerway.com (الإنجليزية)
- حمدي دهماني على موقع عالم كرة القدم.نت (الإنجليزية)